# Bizak
Bizak es una compañía de juguetes española con sede en Bilbao (Vizcaya). Actualmente es la segunda mayor empresa en su sector dentro de España.
Bizak es conocida por comercializar durante muchos años una gama de productos adscritos a marcas orientadas a público infantil conocidas internacionalmente como Disney, Pixar, Cartoon Network o Nickelodeon. Algunas de sus licencias más famosas incluyen productos de PAW Patrol, La casa de Mickey Mouse, Pokémon, Minions, Toy Story, Los Lunnis The Loud House, Cars, 
o The Powerpuff Girls.
La empresa fue fundada en 1946 por Gabriel Guerra San Martin, quien abrió una pequeña tienda de juguetes en Bilbao.

## Historia
Bizak fue fundada en 1946 de la mano del emprendedor Gabriel Guerra San Martín que abrió una tienda de juguetes en Bilbao (Vizcaya) e incluyó la empresa en el Registro Mercantil de Vizcaya.
Poco a poco la empresa fue ganando notoriedad gracias a la diversificación de la gama de productos, añadiendo figuras de acción y juegos de tablero.
La empresa empezó a dar un salto cualitativo al ir adquiriendo licencias de líneas de juguetes con gran notoriedad como figuras promocionarles de la serie de dibujos animados de moda; o de exclusividad en el mercado español, como los helicópteros teledirigidos.
Actualmente la empresa sigue siendo dirigida por la familia Guerra, siendo el administrador actual, Santiago Guerra Blasco, miembro de la tercera generación que está al frente de la compañía.

## Juguetes

### Juguetes más conocidos
- Skip It
- Bola Buuum
- La casa de los retos
- Visión Imposible
- Estilo Total
- No asustes a la abuela
- Pedrete el mono guarrete
- Salta Pirata

### Otros juguetes
- Serie Bakugan Battle Brawlers
- Serie Cómo entrenar a tu dragón